# Cynognathus crateronotus
Cynognathus crateronotus és una espècie de teràpsid cinodont del Triàsic inferior. Era un depredador que feia un metre de llarg. Era un dels rèptils mamiferoides més semblants als mamífers, i formava part del grup dels eucinodonts. El gènere Cynognathus tenia una distribució gairebé global. Se n'han recuperat fòssils de Sud-àfrica, Sud-amèrica, la Xina i l'Antàrtida.